# کاپیتول ایالت ایلینوی

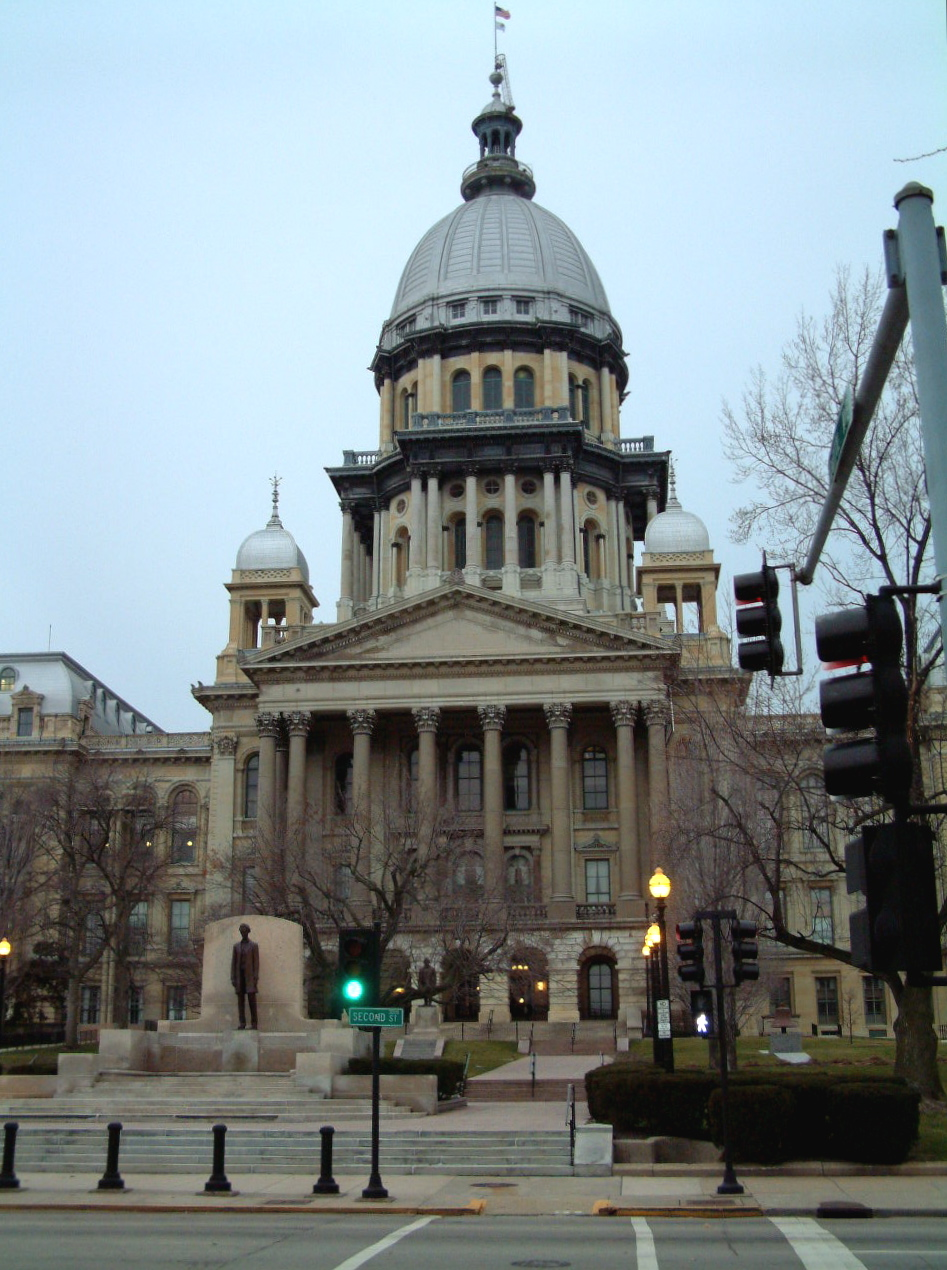

ساختمان کاپیتل ایالت ایلینوی (Illinois State Capitol) بنایی است که شاخه مقننه دولت ایالت ایلینوی در آن قرار دارد. معماران بنا عبارتند از
- Cochrane and Garnsey

بنای کنونی در سال ۱۸۶۹ ساخته گردید و در اسپرینگ‌فیلد قرار دارد.
این بنا هم خانه مجلس نمایندگان است هم مجلس سنای ایالت.

## نگارخانه

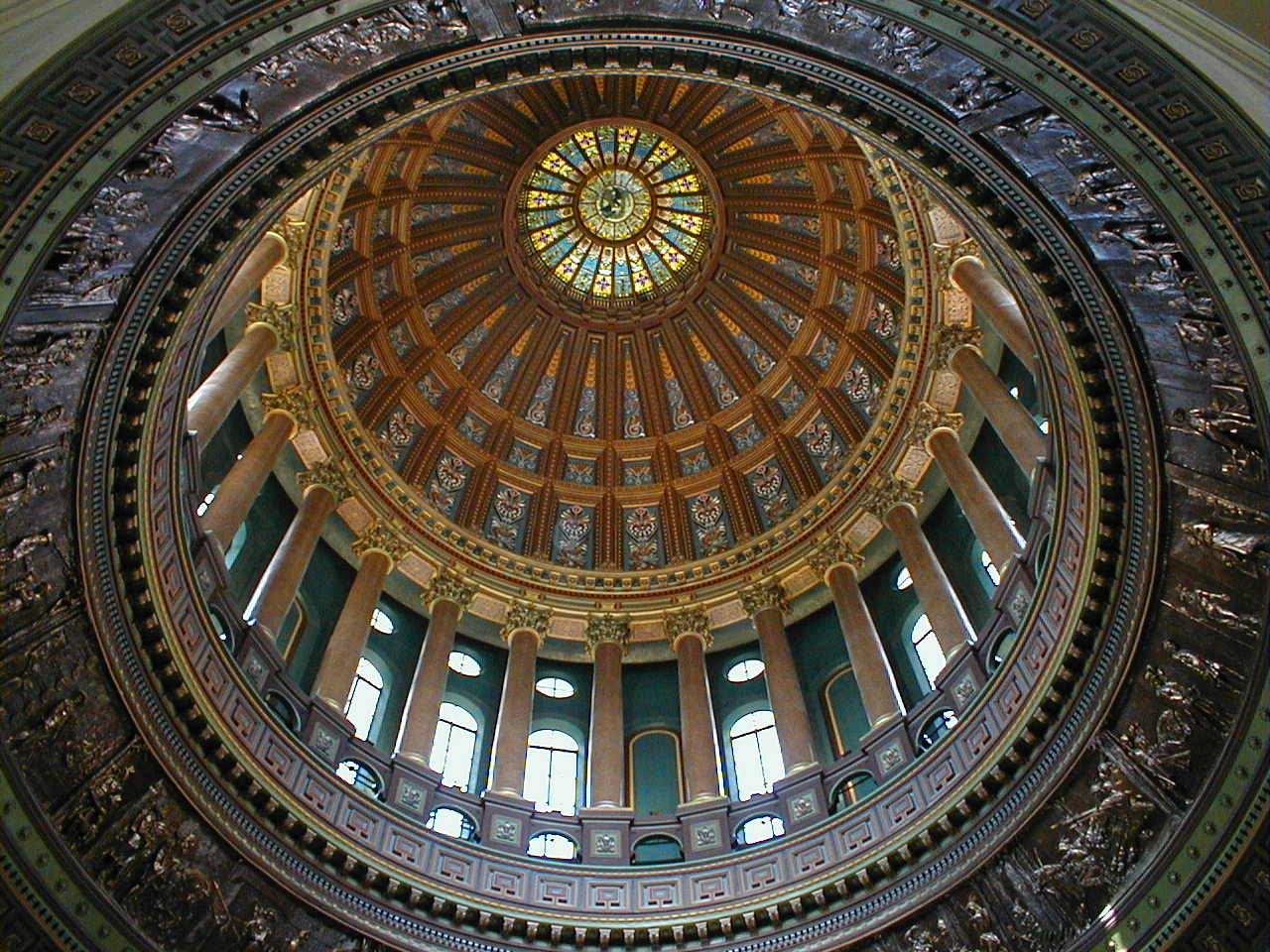
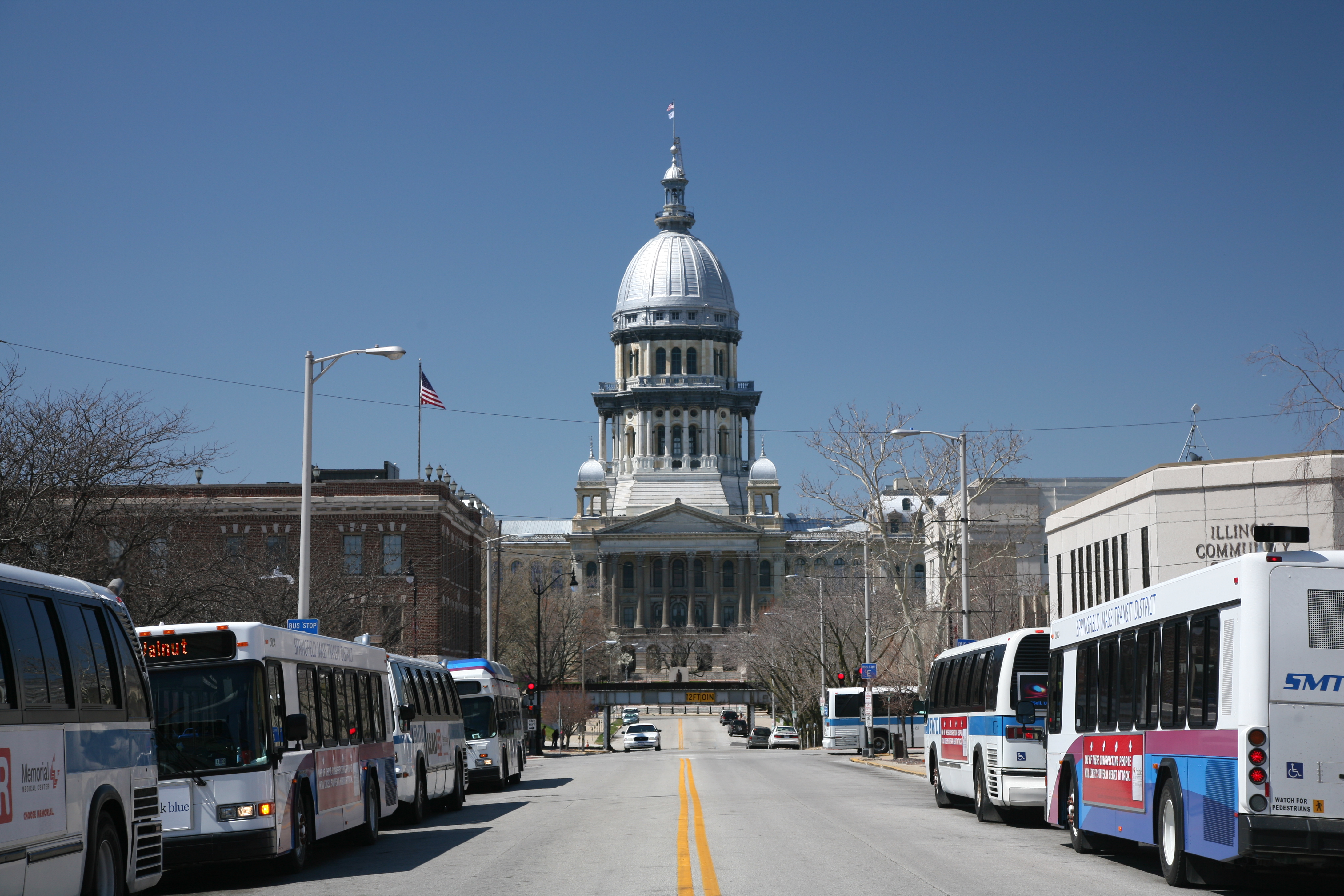
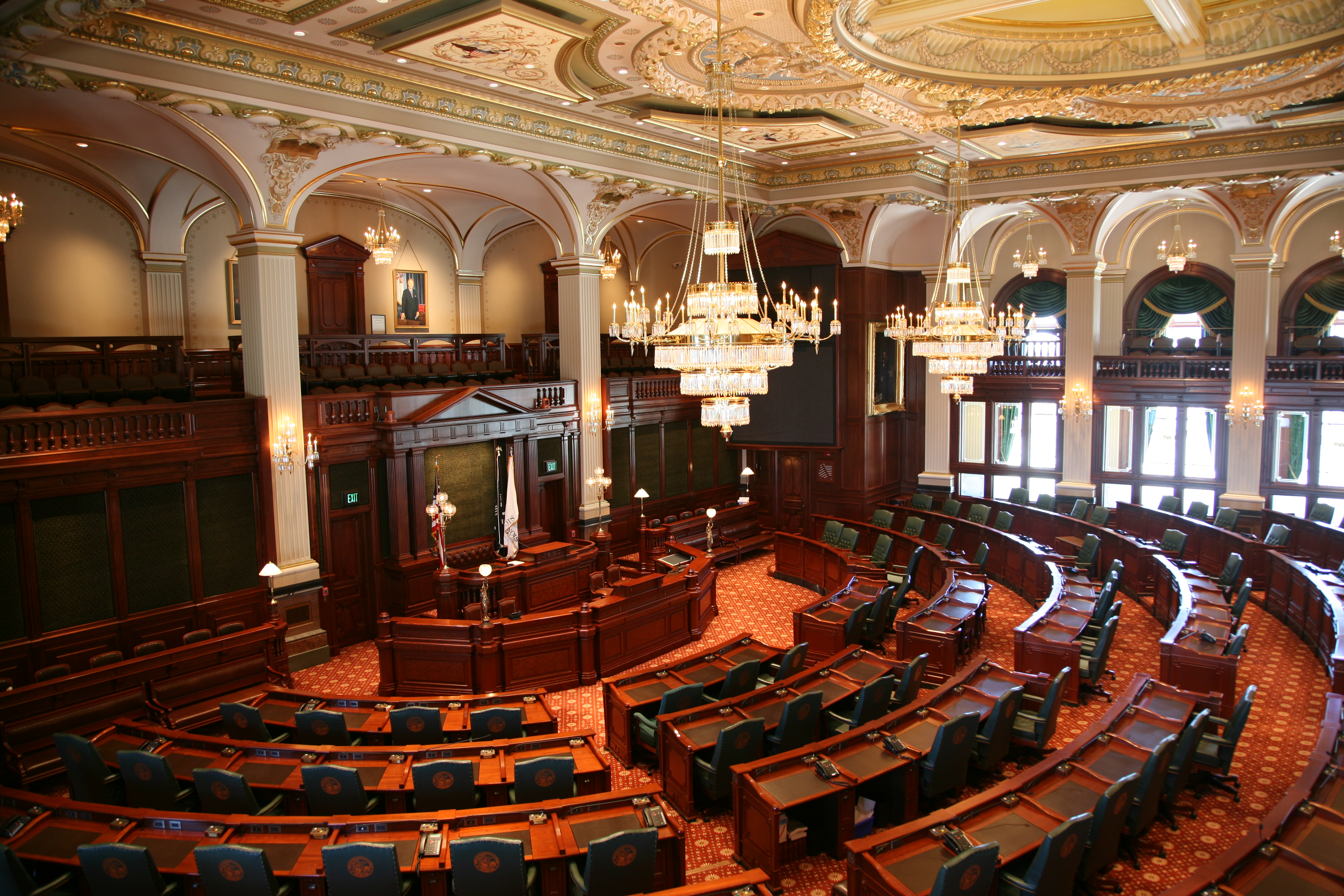
مجلس نمایندگان
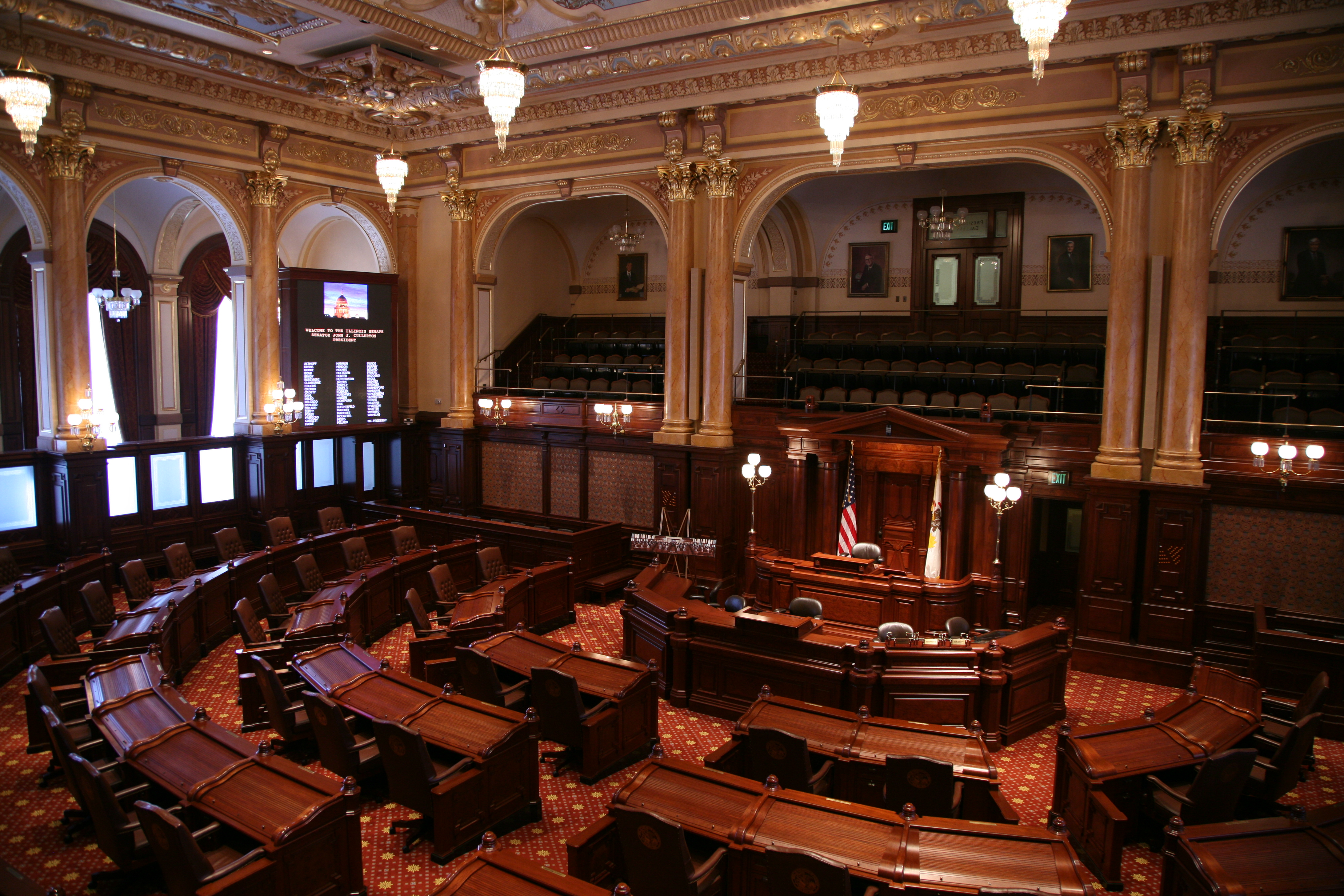
مجلس سنا